# Каролина-дель-Принсипе
Каролина-дель-Принсипе (исп. Carolina del Príncipe), известен также как Каролина — город и муниципалитет на севере Колумбии, на территории департамента Антьокия. Входит в состав субрегиона Северная Антьокия.

## История
До прихода испанцев на территории муниципалитета обитало индейское племя es:Nutabes. Поселение из которого позднее вырос город было основано 1 января 1787 года. Муниципалитет Каролина-дель-Принсипе был выделен в отдельную административную единицу в 1814 году.

## Географическое положение

Муниципалитет Каролина-дель-Принсипе

Город расположен в центральной части департамента, в гористой местности Центральной Кордильеры, вблизи водохранилища Мирафлорес, на расстоянии приблизительно 55 километров к северо-востоку от Медельина, административного центра департамента. Абсолютная высота — 1761 метр над уровнем моря.

Муниципалитет Каролина-дель-Принсипе граничит на севере с муниципалитетами Ангостура и Гуадалупе, на западе и юге — с муниципалитетом Санта-Роса-де-Осос, на востоке — с муниципалитетом Гомес-Плата. Площадь муниципалитета составляет 166 км².

## Население
По данным Национального административного департамента статистики Колумбии, совокупная численность населения города и муниципалитета в 2012 году составляла 3734 человек.
Динамика численности населения муниципалитета по годам:
| 2005 | 2006 | 2007 | 2008 | 2009 | 2010 | 2011 | 2012 |
| ---- | ---- | ---- | ---- | ---- | ---- | ---- | ---- |
| 3971 | 3943 | 3911 | 3871 | 3838 | 3802 | 3760 | 3734 |

Согласно данным переписи 2005 года мужчины составляли 49,2 % от населения Каролина-дель-Принсипе, женщины — соответственно 50,8 %. В расовом отношении белые и метисы составляли 99,4 % от населения города; негры, мулаты и райсальцы — 0,6 %.
Уровень грамотности среди всего населения составлял 90 %.

## Экономика
Основу экономики Каролина-дель-Принсипе составляют сельскохозяйственное производство, производство пиломатериалов и туризм.

62,6 % от общего числа городских и муниципальных предприятий составляют предприятия торговой сферы, 28,5 % — предприятия сферы обслуживания, 8,1 % — промышленные предприятия, 0,8 % — предприятия иных отраслей экономики.